# (3702) Trubetskaya
(3702) Trubetskaya es un asteroide perteneciente al cinturón de asteroides descubierto por Liudmila Ivánovna Chernyj desde el Observatorio Astrofísico de Crimea, en Naúchni, el 3 de julio de 1970.

## Designación y nombre
Trubetskaya se designó inicialmente como 1970 NB.
Más tarde, en 1988, fue nombrado en honor de la princesa rusa Ekaterina Trubetskaya (1800-1854).

## Características orbitales
Trubetskaya está situado a una distancia media del Sol de 2,622 ua, pudiendo alejarse hasta 3,243 ua y acercarse hasta 2,001 ua. Su inclinación orbital es 15,65 grados y la excentricidad 0,2368. Emplea 1550 días en completar una órbita alrededor del Sol.

## Características físicas
La magnitud absoluta de Trubetskaya es 11,5. Tiene 17,19 km de diámetro y su albedo se estima en 0,1369.